# Кафана Ђердап
Кафана Ђердап у Београду, помиње се 1897. године, и налазила се на углу Цара Душана 15 и Капетан Мишине улице.

## Историјат
Кафана Ђердап која се налазила на Дорћолу, први пут се помиње 1897. године, а на адресару кафана налази се од 1912. године. Подигнута је на месту старе кафана која се звала "Кафана код народни дирек".
У овој кафани се тајно састајало кафанско-музичко друштво СУЗ. Оснивач овог тајног друштва био је Мика Петровић Алас са пријатељима 1896. године. Кафана је била намењена локалној популацији.
Редован гост ове кафане био је познати књижевник Стеван Сремац, као и легендарни глумац Чича Илија Станојевић.

### Власници
Као власници помињу се:
- Светозар Стојадиновић (1912. и 1922)
- Јован Стојадиновић (1933)

### Кафеџије
Као кафеџије помињу се:
- Живко Брђанин (1912)
- Петар Динкић (1921)[3]
- Жарко Дачић (1930. и 1933)
- Сикарфа Чењек (1940)

## Занимљивости
Ова кафана била је позната по својим специјалитетима, а нарочито са ђувечом од шарана и аласком чорбом.